# Équipe de Hong Kong de hockey sur gazon
Maillots
L'Équipe de Hong Kong de hockey sur gazon représente Hong Kong dans les compétitions internationales masculines de hockey sur gazon.

## Histoire dans les tournois

### Jeux olympiques
- 1964 - 15e place

### Jeux asiatiques
- 1962 - 6e place
- 1966 - 7e place
- 1970 - 7e place
- 1978 - 5e place
- 1982 - 8e place
- 1986 - 6e place
- 1990 - 7e place
- 1998 - 8e place
- 2002 - 8e place
- 2006 - 9e place
- 2010 - 9e place
- 2018 - 12e place

### Coupe d'Asie
- 1999 - 8e place
- 2003 - 7e place
- 2007 - 8e place

### Coupe AHF
- 1997 -
- 2002 -
- 2008 - 7e place
- 2012 - 8e place
- 2016 -

### Ligue mondiale
- 2012-2013 - 1er tour
- 2014-2015 - 1er tour
- 2016-2017 - 1er tour

### Hockey Series
- 2018-2019 - Open